# Bigo Live
Bigo Live is een livestreamplatform dat eigendom is van het in Singapore gevestigde bedrijf BIGO Technology, opgericht in 2014.
BIGO Technology heeft eigen kunstmatige intelligentie (AI) en machine learning ontwikkeld die in de applicatie zijn geïntegreerd. De AI-functies worden gebruikt om de betrokkenheid en ervaring van gebruikers tijdens livestreaming te verbeteren.  
Kijkers kunnen hun favoriete omroepen ondersteunen met in-app-cadeaus en sommige populaire omroepen gebruiken de app als fulltime baan. BIGO is ook eigenaar van Likee, het platform voor het maken en delen van korte video's.  

## Geschiedenis
In maart 2016 werd Bigo Live gelanceerd voor iOS- en Android-besturingssystemen.
Van 2016 tot 2017 stond BIGO LIVE meerdere keren bovenaan de Google Play- en Apple Store-downloadhitlijsten in Thailand, Vietnam, Indonesië, Singapore, Maleisië en de Filippijnen.
In december 2018 bereikte Bigo Live 26,7 miljoen maandelijks actieve gebruikers.
In november 2019 bereikten maandelijks actieve gebruikers van de apps van het bedrijf wereldwijd meer dan 350 miljoen gebruikers.
In maart 2020 stond het op de zesde plaats in de Verenigde Staten en op de vijfde wereldwijd voor streaming-apps, op basis van de totale inkomsten uit in-app-aankopen.
In mei 2020 lanceerde Bigo Live een samenwerking met Bark, een online veiligheidsoplossing, om kinderen online veilig te houden.
In december 2020 kondigde Bigo Live een samenwerking aan met The Trevor Project, 's werelds grootste organisatie voor zelfmoordpreventie en crisisinterventie voor LGBTQ-jongeren.
Begin 2021 had Bigo Live 400 miljoen gebruikers in meer dan 150 landen.
In 2021 bereikte het 29,5 miljoen gemiddelde maandelijkse actieve gebruikers in het tweede kwartaal van het jaar.
In 2021 stond Bigo Live in de top 2 volgens App Annie's 2021 Top Breakout Social Apps op basis van consumentenbestedingen.

## Functies
StreamenMensen kunnen hun levensmomenten live uitzenden, hun talenten laten zien en virtuele cadeaus ontvangen van supporters. Gebruikers kunnen trendy livestreams bekijken en ze kunnen zenders uit een bepaald land filteren op de verkenningspagina. Gebruikers die aan bepaalde criteria voldoen, kunnen hun eigen families creëren.
Gebruikers kunnen livestreams van populaire games uitzenden en bekijken, zoals PUBG, League of Legends, RoV, Free Fire, Fortnite, Call of Duty, Dota 2, Hearthstone, Rules of Survival en meer, enz. Het heeft zich aangemeld als sponsor voor Box Fighting Championship in 2020.
Live videochat en videogesprekGebruikers kunnen vrienden uitnodigen voor een 1:1 online videochat of een groepsvideochat of videogesprekken voeren met maximaal negen personen via Multi-guest Room. Met de match-up-functie kunnen gebruikers een willekeurige chat starten met mensen in de buurt of een nieuwe vriend ontmoeten. Er zijn videofilters en stickers beschikbaar voor omroepen.
Live PKOmroepen kunnen PK-uitdagingen met andere mensen aangaan, wie meer attractiepunten krijgt, wint het spel.
BarGebruikers kunnen foto's en korte video's delen, hashtags toevoegen aan hun berichten op de bar, waar mensen vaak clips en screenshots van hun livestreams uploaden.
Virtueel LiveIn 2021 lanceerde BIGO Live zijn Virtual Live 3D-avatars. Gebruikers kunnen zichzelf vertegenwoordigen door middel van digitale avatars die in de app zijn gemaakt. De 'Virtual Live'-functie is ontwikkeld met behulp van een mix van VR- en AR-technologie om realistische gezichtsuitdrukkingen vast te leggen en gebruikersbewegingen na te bootsen terwijl ze in realtime livestreamen.